# La leggenda di Johnny Lingo
La leggenda di Johnny Lingo è un film del 2003 diretto da Steven Ramirez e prodotto da Gerald R. Molen.

## Trama
La tribù dei Malio vive in un'isola della Nuova Zelanda. Quando una canoa con dentro un neonato approda sulla loro spiaggia, pensano che si tratti di un dono divino.
Johnny Lingo è uno scaltro commerciante polinesiano. Egli è andato per ogni sola isola per contrattare per una moglie. Mahana, la giovane donna che desidera, è considerata dai suoi vicini e anche da suo padre di essere di poco valore, scontrosa, brutta e indesiderabile. Come la contrattazione sta per iniziare, le donne dell'isola si vantano tra di loro di quante vacche avevano dato i loro mariti per ciascuna di essi. Il padre di Mahana chiede tre mucche e Lingo afferma che tre mucche sono molte, ma non riuscendo a convincere il padre offre l'inaudito del prezzo di otto mucche per la sua mano in matrimonio. Lingo gliene dà otto perché deve ripagare di una promessa fatta a Mahana. La promessa era che Johnny sarebbe dovuto tornare otto anni dopo.
Il giorno dopo, gli abitanti del villaggio si riuniscono presso la casa del padre di Mahana per vedere il completamento della transazione. Lingo porta le mucche. Lui e Mahana poi lasciano l'isola per un viaggio. 
Quando tornano, il magazziniere dell'isola, Harris, scopre, con suo grande stupore, che Mahana è una donna bella e felice. Anche il padre di Mahana cominciò accusando Johnny Lingo di barare dando solo otto mucche per una ragazza bella e valeva veramente la pena di dieci mucche. Johnny, il marito orgoglioso, aveva provato a lei che il suo vero valore non aveva nulla a che fare con ciò che gli altri vedevano, ma solo quello che realmente era. 
Aveva fatto l'affare migliore di tutti: qualche mucca per una vita con la donna che amava.